# Subsea 7
Subsea7 é uma empresa global de serviços de engenharia e construção submarina que atende à indústria de energia offshore.
Entre os serviços que a empresa faz estão: construção e instalação de infraestruturas como gasodutos, oleodutos, umbilicais, risers, turbinas eólicas offshore, plataformas fixas e flexíveis, manutenção e reparação de instalações offshore, também faz o transporte e instalação de estruturas offshore de petróleo e gás e atua na desativação de estruturas offshore.
Sua sede fica em Sutton, Londres no Reino Unido, porém esta registrada em Luxemburgo.
A Subsea7 surgiu em 23 de maio de 2002, após uma joint venture entre a norueguesa DSND e a norte-americana Halliburton Subsea, em 2004 a DSND adquiriu a parte da Halliburton na empresa e abriu a o capital da mesma na Bolsa de Valores de Oslo.
Em junho de 2010 a Acergy e Subsea7 anunciaram união das suas operações em uma companhia só e em um negócio de 5.4 bilhões de dólares,a fusão foi completada em janeiro de 2011 e o nome Subsea7 foi mantido.